# Ruth Gipps
Ruth Dorothy Louisa Gipps, née le 20 février 1921 à Bexhill-on-Sea et morte le 23 février 1999, est une compositrice, hautboïste, pianiste et impresario britannique. Elle est l'une des plus prolifiques compositrices de Grande-Bretagne de son époque.

## Biographie et carrière
Ruth Gipps est une enfant prodige qui remporte des concours alors qu'elle est beaucoup plus jeune que les autres participants. Après sa première composition dès l'âge de huit ans pour l'un des nombreux festivals de musique, la partition est achetée par une maison d'édition pour une guinée et demi. C'est après avoir gagné un concours de concerto avec l'orchestre de Hastings, que commence sérieusement sa carrière d'artiste.
En 1937, Ruth Gipps entre au Royal College of Music, où elle étudie le hautbois avec Léon Goossens, le piano avec Arthur Alexander et la composition, d'abord avec Gordon Jacob et plus tard avec Ralph Vaughan Williams. Plusieurs de ses œuvres y sont jouées. Elle poursuit ses études à l'université de Durham ce qui l’amène à rencontrer son futur mari, le clarinettiste Robert Baker.
Ruth Gipps est une compositrice accomplie et prolifique, mais également une instrumentiste soliste, jouant tout autant le hautbois que le piano. Son répertoire comprend des œuvres comme le concerto pour piano d'Arthur Bliss et Le Rio Grande de Constant Lambert. À l'âge de 33 ans, une blessure à la main abrège sa carrière de soliste. Elle décide de se focaliser sur la direction d'orchestre et la composition.
Le début de son succès se réalise lorsque le chef d'orchestre Henry Wood, dirige son poème symphonique Le Chevalier en armure lors de la dernière nuit des Proms en 1942. Un second tournant dans la carrière de Ruth Gipps intervient avec sa Symphonie no 2, op. 30, créée en 1946, qui montre les prémices de son style de la maturité. La musique de Ruth Gipps est marquée par une utilisation habile des couleurs instrumentales et montre souvent l'influence de Vaughan Williams, tout en rejetant les tendances de l'avant-garde de la musique moderne comme le sérialisme et la musique dodécaphonique. Elle considère ses œuvres pour orchestre, ses cinq symphonies en particulier, comme ses œuvres les plus importantes. Elle a composé également deux grands concertos pour piano. Après la guerre, Ruth Gipps tourne son attention vers la musique de chambre. En 1956, elle remporte le prix Cobbett de la Société des femmes musiciennes avec sa Sonate pour clarinette, op. 45.
Le début de sa carrière est fortement touché par la discrimination à l'égard des femmes dans le domaine de la musique (et en particulier dans celui de la composition), par les professeurs et les jurys ainsi que le monde de la critique musicale. Elle n'a pas, par exemple, été considérée pour le poste de chef d'orchestre vacant de l'Orchestre symphonique de Birmingham, où elle a été associée de longue date avec George Weldon, jusqu'en 1950, parce que la pensée d'une femme chef d'orchestre était « indécent ». C'est pour cette raison qu'elle développe une personnalité difficile que beaucoup estiment rebutante, et surtout une farouche détermination à faire ses preuves grâce à son œuvre.
En 1955, elle fonde à Londres le London Repertoire Orchestra comme une opportunité pour de jeunes musiciens professionnels à être exposés à un large éventail de musique, et le Chanticleer Orchestra en 1961, un ensemble professionnel qui produit une œuvre d'un compositeur contemporain dans chacun de ses programmes, souvent en création. Plus tard, elle est nommée à la faculté de Trinity College de Londres (de 1959 à 1966), au Royal College of Music (de 1967 à 1977), puis à Kingston Polytechnic à Gypsy Hill.
Elle meurt en 1999, âgée de 78 ans, après avoir subi les effets du cancer et un accident vasculaire cérébral.

## Œuvres (sélection)
Orchestre
- Variations sur « Non nobis » de Byrd, pour petit orchestre, op. 7 (1942)
- Le Chevalier en armure, poème symphonique, op. 8 (1942)
- Nymphe de mer, ballet pour petit orchestre (ou pour deux pianos, op. 14 (1941 ?)
- Symphonie no 1 en fa mineur, op. 22 (1942)
- Death on a Pale Horse, poème symphonique, op. 25 (1943)
- Chanticleer Ouverture, op. 28 (1944)
- The Chinese Cabinet, Suite pour orchestre, op. 29 (1945)
- Symphonie no 2 (en un mouvement), op. 30 (1945)
- Mahomet et le chat, op. 32 (1947)
- Chanson pour orchestre, op. 33 (1948)
- Cringlemire Garden, Impression pour orchestre à cordes, op. 39 (1952)
- Coronation Procession pour orchestre, op. 41 (1953)
- Kensington Garden Suite, op. 2, version orchestrale (1953 ; orig. pour hautbois et piano, 1938)
- Ouverture du concours The Rainbow, op. 44 (1954)
- Symphonie no 3, op. 57 (1965)
- Symphonie no 4, op. 61 (1972)
- Symphonie no 5, op. 64 (1982)
- Ambarvalia pour petit orchestre, op. 70 (1988)

Musique concertante
- Concerto pour clarinette et orchestre, op. 9 (1940)
- Jane Grey, Fantaisie pour alto et orchestre à cordes (ou piano), op. 15 (1940)
- Concerto pour hautbois et orchestre en ré mineur, op. 20 (1941, a été créée par l'Orchestre symphonique moderne sous la direction d'Arthur Dennington pour la saison 1941/1942)
- Concerto pour violon et orchestre en si bémol majeur, op. 24 (1943, a été créée le 5 février 1944 avec l'Orchestre symphonique moderne dirigé par Arthur Dennington et le frère du compositeur, Ernest au violon)[9]
- Concerto pour piano et orchestre en sol mineur, op. 34 (1948)
- Concerto pour violon, alto et petit orchestre, op. 49 (1957)
- Concerto pour cor et orchestre, op. 58 (1968)
- Léviathan pour contrebasson et orchestre de chambre, op. 59 (1969) [10]
- Introduction et Carol : le bœuf et l'âne, pour contrebasse et orchestre de chambre, op. 71 (1988) [11]
- Threnody pour cor anglais et piano, op. 74, version pour cor anglais et cordes et harpe (1990)

Musique de chambre
- Kensington Garden Suite pour hautbois et piano, op. 2 (1938)
- Le bord de mer, suite pour hautbois et piano, op. 3b (1939)
- Chamois pour 2 violons et piano, op. 3c (1939)
- Sonate no 1 pour hautbois et piano en sol mineur, op. 5 (1939)
- The Kelpie Of Corrievreckan pour clarinette et piano, op. 5b (1939)
- Pixie Caravane pour flûte et piano (1939)
- Rowan pour flûte et piano (1940)
- Trio pour hautbois, clarinette et piano, op. 10 (1940)
- The Piper of Dreams pour hautbois seul, op. 12b (1940)
- Sea-Weed Song pour cor anglais et piano, op. 12c (1940)
- Suite pour 2 violons, op. 12d (1940)
- Elephant God pour clarinette et percussion, op. 12 (1940)
- Sabrina, Quatuor à cordes en un mouvement, op. 13 (1940)
- Quintette pour hautbois, clarinette, violon, alto et violoncelle, op. 16 (1941)
- Brocade, Quatuor pour piano et cordes, op. 17 (1941)
- Rhapsody en mi bémol majeur pour Quintette avec clarinette op. 23 (1942)
- Rhapsodie pour violon et piano, op. 27a (1943)
- Scherzo : The Three Billy Goats Gruff pour hautbois, cor et basson, op. 27b
- Sonate pour violon et piano, op. 42 (1954)
- Sonate pour clarinette et piano, op. 45 (1955)
- Lyric Fantasy pour alto et piano, op. 46 (1955)
- Quatuor à cordes, op. 47 (1956)
- Évocation pour violon et piano, op. 48 (1956)
- Prélude pour clarinette basse seule (ou clarinette en si bémol), op. 51 (1958)
- Paysage marin pour 2 flûtes, hautbois, cor anglais, 2 clarinettes, 2 bassons et 2 cors, op. 53 (1958)
- A Tarradiddle pour 2 cors, op. 54 (1959)
- Sonatine pour cor et piano, op. 56 (1960)
- Triton pour cor et piano, op. 60 (1970)
- Sonate pour violoncelle et piano, op. 63 (1978)
- Octuor pour 2 hautbois, 2 clarinettes, 2 bassons et 2 cors, op. 65 (1983)
- Sonate no 2 pour hautbois et piano, op. 66 (1985)
- Le Saint Francis Fenêtre pour Flûte Alto et Piano, Op. 67 (1986)
- The Riders of Rohan pour trombone et piano (1987)
- Scherzo et Adagio pour violoncelle seul, op. 68 (1987)
- Sinfonietta pour 10 instruments à vent et percussion, op. 73 (1989)
- Threnody pour cor anglais et piano (ou orgue), op. 74 (1990)
- The Pony Cart pour flûte, cor et piano, op. 75 (1990)
- Un Wealden Suite, Quatuor pour clarinettes en mi bémol, si bémol, la et clarinettes casse, op. 76 (1991)
- Cool Running Water pour flûte basse et piano, op. 77 (1991)
- Pan et Apollon pour 2 hautbois, cor anglais et harpe, op. 78 (1992)
- Sonate pour trombone alto (ou cor) et piano, op. 80 (1995)

Piano
- The Fairy Shoemaker (1929)
- Nymphe de mer, ballet pour petit orchestre (ou pour deux pianos, op. 14 (1941 ?)
- Conversation pour 2 pianos, op. 36 (1950)
- Thème et variations, op. 57a (1965) (transcription de la Symphonie no 3, troisième mouvement)
- L'Opalescence, op. 72 (1989)

Chorale
- Mazeppa's Ride pour chœur de femme et orchestre, op. 1
- Le Chat, Cantate pour alto, baryton, double chœur mixte et orchestre, op. 32 (1947)
- Goblin Market pour 2 sopranos, chœur féminin et orchestre à cordes (ou piano), op. 40 (1953)
- An Easter Carol pour soprano, chœur mixte et piano ou orgue, op. 52 (1958)
- Magnificat et Nunc dimittis pour chœur mixte et orgue, op. 55 (1959)
- Gloria in excelsis pour chœur à l'unisson et orgue, Op. 62 (1977)
- A Service for Holy Communion, pour chœur mixte et orgue, op. 62a (1974)

Vocal
- Quatre chants pour baryton pour baryton et piano, op. 4b (1939)
- Heaven pour voix aiguë et piano (1939)
- Quatre mélodie de la jeunesse pour ténor et piano (1940)
- Deux mélodies pour soprano et piano, op. 11 (1940)
- Rhapsodie pour soprano sans paroles et petit orchestre, op. 18
- Canards pour soprano, flûte, violoncelle et piano, op. 19 (1941)
- Mélodie de Narcisse pour soprano et piano, op. 37 (1951)
- Trois incantations pour soprano et harpe, op. 50 (1957)
- La Dame des agneaux pour soprano et quintette à vent, op. 79 (1992)

## Discographie
- Symphonie no 3, op. 5 - BBC Scottish Symphony Orchestra, dir. Ruth Gipps (enregistrement radio du 29 octobre 1969)[12]
- Symphonie no 5, op. 64. Londres Répertoire Orchestra, dir. Gipps Ruth (enregistrement de concert, 1983)[13]
- Symphonie no 2, op. 30 - Orchestre symphonique de Munich, dir. Douglas Bostock (ClassicO, 1999)[14]
- Concerto pour cor, op. 58 - David Pyatt, cor ; London Philharmonic Orchestra, dir. Nicolas Braithwaite (Lyrita, 2007)[15]
- Seascapes, op. 53, Sinfonietta, op. 73 - Erie County Chamber Winds, dir. Rick Fleming (Mark Records, 2013)[16]
- Concerto pour piano, op. 34, Thème et Variations pour piano, op. 57a, Opalescence, op. 72. Angela Brownridge, piano ; Malte Philharmonic Orchestra, dir. Michael Laus (Cameo Classics, 2014)[17]
- Symphonie no 2, op. 30, Symphonie no 4, op. 61, Chevalier en Armure, op. 8, Chant pour orchestre, op. 33 - BBC National Orchestra of Wales, dir. Rumon Gamba (Chandos, 2018)[18]